# Ванециан, Рубен Аветисович
Рубен Аветисович Ванециан — российский учёный в области оптико-электронных и лазерных бортовых информационных систем специального вооружения, лауреат Государственной премии СССР (1983).

## Биография
Родился 29.04.1928 г. в Москве. Окончил Московский механический институт (1952).
Работал в НИУ и КБ оборонной промышленности. Начальник отдела — главный конструктор ОАО «Импульс».

## Научная деятельность
Участник создания лазерных взрывателей и головок самонаведения для артиллерийских снарядов и мин.
Под его руководством и при непосредственном участии разработан бортовой лазерный взрыватель для оперативно-тактической ракеты «Точка».
Автор научных трудов и изобретений по вопросам разработки, испытаний и производства оптико-электронных систем для ракетно-артиллерийского вооружения.
Под его руководством выполнены фундаментальные исследования в области лазерной локации, дальнометрии, измерений скорости движения диффузных объектов, распознавания формы объектов и передачи информации, которые позволили расширить область применения лазеров.
Кандидат физико-математических наук (1959), тема диссертации «Исследование дифференциальных сечений упругого рассеяния протонов с энергией 19,5 МЭВ на легких ядрах». Член-корреспондент РАРАН (1997). Доцент МФТИ.

## Награды и звания
- Государственная премия СССР (1983);
- Заслуженный конструктор РФ (1996).